# Bàn thắng vàng
Bàn thắng vàng (tiếng Anh: golden goal) là bàn thắng trong bóng đá được dùng để quyết định trận đấu trong hiệp phụ. Khi có bàn thắng vàng, trận đấu được dừng lại ngay và chiến thắng thuộc về đội có bàn thắng vàng. 

## Nội dung luật
Trong một trận đấu loại trực tiếp, khi hai đội hòa nhau ở hai hiệp chính và do đó phải thi đấu tiếp hiệp phụ, bất cứ đội nào ghi bàn thắng trong thời gian hiệp phụ thì trận đấu sẽ kết thúc ngay lập tức và đội ghi bàn trở thành đội chiến thắng. Bàn chiến thắng được gọi là "bàn thắng vàng". Nếu không có bàn thắng nào được ghi sau cả hai hiệp phụ, loạt sút luân lưu sẽ quyết định trận đấu. Điều này đã dẫn đến những "cái chết bất ngờ" cho các cầu thủ đối phương, vì thế nó còn được gọi là luật "Cái chết bất ngờ" (Sudden Death).
Ở Anh, ngay cả khi đạo luật này được tiến hành, thì FA vẫn giữ nguyên như cũ, không có luật bàn thắng vàng hay bạc, hai đội vẫn đá hết 30 phút hai hiệp phụ.
Sau năm 2004, luật này không còn được áp dụng.

## Lịch sử
Mặc dù luật bàn thắng vàng đã được sử dụng trong các giải bóng đá chuyên nghiệp Bắc Mỹ ngay từ những năm 1970, thuật ngữ bàn thắng vàng chỉ được FIFA đưa ra vào năm 1993 cùng với sự thay đổi luật do thuật ngữ thay thế -  " cái chết đột ngột" - được cho là hàm chứa ý nghĩa tiêu cực. Bàn thắng vàng là không bắt buộc và các giải đấu có hiệp phụ có thể chọn áp dụng luật này. Giải vô địch châu Âu đầu tiên diễn ra với luật bàn thắng vàng là vào năm 1996, cũng như Cúp MLS đầu tiên cùng năm; FIFA chính thức áp dụng luật này tại các vòng chung kết World Cup từ năm 1998.
Bàn thắng vàng đầu tiên được ghi vào ngày 13 tháng 3 năm 1993 bởi Australia trước Uruguay trong trận tứ kết của Giải vô địch trẻ thế giới. Trận chung kết giải đấu lớn đầu tiên được quyết định bởi bàn thắng như vậy là Cúp Liên đoàn bóng đá 1995, nơi Birmingham City đánh bại Carlisle United với tỷ số 1–0 nhờ bàn thắng của Paul Tait, tiếp theo là trận Đức thắng Cộng hòa Séc tại chung kết Giải vô địch châu Âu năm 1996. Bàn thắng vàng trong trận chung kết này do Oliver Bierhoff ghi ở phút 95. Tại MLS Cup 1996, Eddie Pope ghi bàn thắng ở phút 3:25 trong hiệp phụ khi DC United đánh bại LA Galaxy với tỷ số 3–2. Bàn thắng vàng đầu tiên trong lịch sử World Cup diễn ra vào năm 1998, do Laurent Blanc ghi ở phút 114 và giúp Pháp đánh bại Paraguay ở vòng 16 đội.
Trong một trận đấu vòng loại cho Caribbean Cup 1994, Barbados đã cố tình ghi bàn phản lưới nhà muộn trong nỗ lực thành công để giành quyền vào vòng chung kết bằng cách buộc phải ghi bàn thắng vàng trong hiệp phụ trước Grenada, vì một quy tắc bất thường của giải đấu quy định rằng bàn thắng vàng được tính gấp đôi khi tính hiệu số bàn thắng. Cần một chiến thắng cách biệt hai bàn để đủ điều kiện, Barbados đã vươn lên dẫn trước 2-1 khi thời gian thi đấu chính thức còn ba phút. Sau khi Barbadians ghi bàn phản lưới nhà để nâng tỷ số lên 2–2, Grenada cố gắng ghi bàn vào lưới trong khi Barbados bảo vệ cả hai bàn thắng trong ba phút cuối cùng của thời gian thi đấu chính. Barbados đã thắng trong hiệp phụ và tiến vào vòng tiếp theo.
Tại Euro 2000, đội tuyển Pháp đã 2 lần ghi bàn thắng vàng để giành chức vô địch. Ở vòng bán kết, khi Pháp và Bồ Đào Nha đang hòa 1-1, Pháp được phạt đền và Zinédine Zidane đã sút thành công, đưa Pháp vào chung kết. Tại trận chung kết với Italia, hai đội cũng hòa 1-1 sau 90 phút và thi đấu hiệp phụ. Phút 103, David Trezeguet đã ghi bàn thắng vàng quyết định giúp Pháp vô địch châu Âu lần thứ 2. Một năm sau, Liverpool vượt qua Deportivo Alavés trong trận Chung kết Cúp UEFA bằng pha đánh đầu phản lưới nhà của Delfí Geli từ môt quả phạt đền để nâng tỷ số lên 5–4 cho Liverpool. Đây là lần duy nhất bàn thắng vàng là pha phản lưới nhà.
Tại vòng 2 World Cup 2002, đội đồng chủ nhà Hàn Quốc đã thắng Italia 2-1 bằng bàn thắng vàng ở phút 117 của Ahn Jung Hwan sau khi hai đội hòa 1-1 trong 90 phút chính thức. Cũng ở vòng đấu này, Sénégal lần đầu tham dự đã loại Thụy Điển bằng bàn thắng vàng trong hiệp phụ thứ 2 sau khi 2 đội cũng hòa 1-1 trong 90 phút chính thức, nhưng chính họ lại để thua Thổ Nhĩ Kỳ bởi bàn thắng vàng của Ilhan Mansiz ở phút 94 trong trận tứ kết. Trận chung kết World Cup nữ 2003 được định đoạt bằng bàn thắng vàng khi Đức đánh bại Thụy Điển với tỷ số 2-1 nhờ cú đánh đầu của Nia Künzer ở phút 98.

## Bàn thắng bạc
Dựa trên luật bàn thắng vàng, ở mùa giải 2002–2003, UEFA đã đưa ra một biến thể gọi là "bàn thắng bạc". Theo đó, trong hiệp phụ, đội nào dẫn trước sau khi kết thúc một hiệp phụ (có thể là hiệp phụ thứ nhất) sẽ thắng và trận đấu sẽ kết thúc ngay sau hiệp phụ đó (trận đấu sẽ không còn dừng lại ngay khi một đội ghi bàn). Các trận đấu diễn ra trong hiệp phụ sẽ có thể quyết định sử dụng luật bàn thắng vàng, bàn thắng bạc hay không sử dụng cả hai luật trong hiệp phụ.
Tại bán kết Euro 2004, Séc đã bị Hy Lạp loại do Traianos Dellas ghi bàn cho Hy Lạp sau một quả phạt góc ở hai giây cuối cùng của hiệp phụ thứ nhất.  Đây là bàn thắng bạc duy nhất từng thấy trong một trận đấu quốc tế và là bàn thắng duy nhất mà Dellas ghi được trong sự nghiệp thi đấu quốc tế của mình.

## Bãi bỏ
Luật bàn thắng vàng và bàn thắng bạc đều không nhận được nhiều sự ủng hộ của người hâm mộ và giới chuyên gia. Bàn thắng vàng nói riêng đã không mang lại lối chơi chủ động và tấn công hơn như dự định ban đầu, mà thay vào đó dẫn đến lối chơi thận trọng hơn cùng với phản ứng dữ dội từ nhiều cầu thủ bên thua cuộc. Bàn thắng vàng trong trận chung kết Euro 1996 đã gây tranh cãi, khi Séc - bên thua cuộc - cho rằng bàn thắng ấn định chiến thắng của người Đức đã việt vị.
Vào tháng 2 năm 2004, IFAB thông báo rằng, sau Euro 2004, cả bàn thắng vàng và bàn thắng bạc sẽ bị loại bỏ khỏi Luật thi đấu. Kể từ World Cup 2006, bàn thắng vàng không còn được sử dụng trong trường hợp trận đấu có kết quả hòa trong vòng loại trực tiếp nữa, vì FIFA khôi phục các quy tắc ban đầu: trong trường hợp trận đấu hòa sau 90 phút chính thức, hai hiệp phụ kéo dài 15 phút mỗi hiệp được diễn ra. Nếu tỷ số vẫn bằng nhau, đội chiến thắng được quyết định bằng loạt sút luân lưu.